# Quem Sabe, Sabe!
Quem Sabe, Sabe!, também conhecido pela sigla QSS, foi um game show brasileiro, produzido pela TV Cultura de São Paulo. Nele, os competidores devem responder diversas perguntas de múltipla escolha, em três fases.
Foi exibido originalmente em 1981, perdurando até 1997, tendo como apresentadores Walmor Chagas e, posteriormente, Randal Juliano. Cunha Jr. e Alessadra Zamari apresentaram o programa quando ele voltou a ser exibido em 2003, perdurando até 2007. A emissora voltou a exibir o QSS em 13 de maio de 2013, com a apresentação de João Victor D'Alves e Gabriela França; a versão mais recente contou com a utilização de tecnologias modernas. No mesmo ano, porém, a atração deixou de ser exibida.

## Formato
Quem Sabe, Sabe! é um game show de perguntas e respostas onde quatro participantes, através de um tablet, respondem a questões de múltipla escolha, com quatro alternativas, em três fases distintas: na primeira e na segunda fase, os jogadores respondem as questões dos temas ciências, cinema e TV, cultura pop, esportes, história, literatura, dicionário, música e mundo; o tabuleiro seleciona o tema e a pergunta de forma aleatória. Ao fim dessas fases, dois participantes permanecem para responder a três questões relacionadas a programas da TV Cultura. Nessa fase os jogadores podem contar com o auxílio de um amigo via internet. Vence o jogador que, ao final do game, obtiver mais pontos, conhecidos como "Eurekas".
O jogo também pode ser disputado simultaneamente pelos telespectadores através de um iPad no site www.segundatela.tv, um meio de "modificar a forma com que o espectador fica diante do programa". O prêmio para o vencedor do game show é o tablet usado por eles; o que só é garantido a quem participa no auditório do programa.

## Exibição
O programa foi exibido originalmente pela TV Cultura, com início em 1981. Walmor Chagas foi o primeiro apresentador, permanecendo no Quem Sabe, Sabe! até ser substituído por Randal Juliano. Em 2006, o programa voltou a ser exibido, dessa vez com Cunha Jr. e Alessadra Zamari como apresentadores. Sendo apresentado por João Victor D'Alves e Gabriela França, o game show retornou a grade de programação do canal em 13 de maio de 2013.
Eduardo Brandini, vice-diretor da TV Cultura, teve a ideia de reexibir o programa em 2013 para atrair a audiência tanto do público infantil quanto adulto, pois havia uma carência para tal no horários da 19h. Visando aumentar o público-alvo e audiência no Ibope da Grande São Paulo, o programa deixou de aceitar apenas para estudantes, recebendo pessoas acima de dezoito anos.
Para a nova edição, duas mil perguntas foram criadas e colocadas num banco de dados para servir ao programa, cuja "principal função é ser educativo", segundo Brandini. Também foram desenvolvidos um tabuleiro virtual, que projeta as imagens mapeadas da superfície de um tablet, e avatares. Antes da reexibição de 2013, em 3 de maio, foi disponibilizado para download na loja da Apple, a App Store. O aplicativo desenvolvido pela empresa Flux Game Studio foi lançado com mil questões de diversos temas, com atualizações mensais, que acrescentam novas perguntas.
Setenta programas diferentes foram exibidos entre 13 de maio e 16 de agosto de 2013, o que concluiu a primeira temporada do programa. O retorno do programa ou não depende de patrocínio, e caso volte, ele poderá voltar reestruturado; uma plateia pode ser adicionada. Marcos Mendonça, presidente da Fundação Padre Anchieta, declarou que "O Quem Sabe Sabe, em princípio, vai ser reformulado. Esse programa era uma marca da Cultura no passado, era um programa de auditório, com participação enorme do público. Foi feito um programa que usou a marca, o fato de fazer perguntas, mas não tem nada a ver com o que era feito. Vamos buscar patrocínio. Mas falta a ele a emoção do público."